# マキンダイ
マキンダイ(Makindye)はウガンダの首都のカンパラの丘陵部。カンパラ都市圏を構成する5つの郡の1つであるマキンダイ郡の郡都である。人口は41万人（2020年）。カンパラ中心部から約6km離れている。